# Błyskowci
Błyskowci (bułg. Блъсковци) – wieś w Bułgarii, w obwodzie Wielkie Tyrnowo, w gminie Elena. W 2024 roku liczyła 25 mieszkańców.